# Обрад Пиљак
Обрад Пиљак (Петрово Врело, код Гламоча, 4. децембар 1933 — Сарајево, 1. април 2013) био је економиста и друштвено-политички радник Социјалистичке Републике Босне и Херцеговине.

## Биографија
Рођен је 4. децембра 1933. у Петровом Врелу, код Гламоча.
Дипломирао је економију и дуго година обављао разне дужности  у банкарском систему СР БиХ и СФРЈ.
Након афере Неум, априла 1988. изабран је за члана Председништва СР Босне и Херцеговине, уместо Николе Стојановића, који је поднео оставку. Априла 1989. постао је последњи председник Председништва СР БиХ, изабран од стране једнопартијске Скупштине СР Босне и Херцеговине. Ову функцију обављао је до одржавања првих вишепартијских избора, децембра 1990. године. 
Након повлачења из политике, био је члан Надзорног одбора Федералне банкарске агенције Босне и Херцеговине и ванредни професор Економског факултета у Сарајеву.
Умро је 1. априла 2013. у Сарајеву.